# Adisak Saengarayakul
Adisak Dachathon Saengarayakul (thailändisch อดิศักดิ์ เดชะธน แสงอารยกุล; * 5. Dezember 1962) ist ein thailändischer Badmintonspieler, der im Parabadminton in der Startklasse SL4 an den Start geht und dabei acht Weltmeisterschaftsmedaillen, davon zwei Siege, erreichte.

## Karriere

### 2000er-Jahre
Bei der Weltmeisterschaft 2003 in Cardiff im Vereinigten Königreich startete Saengarayakul im Herreneinzel und gewann im Viertelfinale (der ersten Runde) gegen den Russen Eduard Barkanow mit 15:5, 15:6. Im Halbfinale verlor er gegen Chiang Chung-hou aus Chinesisch Taipeh mit 14:17, 10:15. Da der dritte Platz nicht ausgespielt wurde, teilte er sich die Bronzemedaille mit Takahito Takeyama aus Japan. Im Herrendoppel startete er mit seinem Landsmann Vatchera Kosintharobol, sie spielten in der ersten Runde, dem Viertelfinale, gegen Eduard Barkanow und Dmitri Petuchow aus Russland und gewannen das Spiel mit 15:0, 15:4. Im Halbfinale besiegten sie die Japaner Koji Hemmi und Masashi Sugimoto mit 15:2 15:2. Im Finale standen sie Chuang Liang-tu und Chiang Chung-hou aus Chinesisch Taipeh gegenüber und verloren 15:17, 4:15; die beiden Thailänder erreichten somit die Silbermedaille. Bei der Asienmeisterschaft 2004 in Kuala Lumpur errang Saengarayakul die mit dem Malaysier Ahmad Abdul Rahman geteilte Bronzemedaille; Gold ging an Chuang Liang-tu aus Chinesisch Taipeh und Silber an den Japaner Takahito Takeyama.
Bei der Weltmeisterschaft 2005 in Hsinchu in der Volksrepublik China gewann Saengarayakul im Viertelfinale (der ersten Runde) gegen Raúl Anguiano Araujo aus Guatemala mit 2:0 und verlor daraufhin im Halbfinale gegen Chuang Liang-tu aus Chinesisch Taipeh mit 0:2. Im Spiel um die Bronzemedaille gewann er gegen Suhaili Laiman aus Malaysia mit 2:0.
Bei der Weltmeisterschaft 2007, die in Thailands Hauptstadt Bangkok ausgetragen wurde, startete Saengarayakul im Herreneinzel. Beim ersten Spiel trat sein Gegner, Chu Siu Keung aus Hongkong, nicht an, wodurch Saengarayakul gewann. Das zweite Spiel gewann er gegen Dmitri Petuchow aus Russland mit 21:2, 21:6. In der ersten Runde des K.-o.-Systems gewann er gegen Oded Habshush aus Israel mit 21:7, 21:12 und verlor dann im Viertelfinale gegen Yu Kwong Wah aus Hongkong – dem späteren Weltmeister –, indem Saengarayakul aufgab, nachdem er den ersten Satz mit 17:21 verloren hatte. Im Herrendoppel startete Saengarayakul zusammen mit seinem Landsmann Somsak Kleedyeeson in Gruppe drei. Das erste Spiel verloren sie gegen Bakri Omar und Hairol Fozi aus Malaysia mit 14:21, 17:21. Die zweiten Gegner – Chu Siu Keung und Yu Kwong Wah – traten nicht an, die dritten Gegner – Eli Keradi aus Israel und Li Tak Ping aus Hongkong gaben Walkover. In der ersten Runde des K.-o.-Systems gewannen Saengarayakul und Kleedyeeson mit 21:9, 21:16 gegen die Deutschen Lutz Sauppe und Peter Schnitzler und verloren im Halbfinale gegen Jun Dong-chun und Kim Jae-hoon aus der Republik Korea mit 16:21, 16:21. Da der dritte Platz nicht ausgespielt wurde, teilten sich die beiden die Bronzemedaille mit Bakri Omar und Hairol Fozi.
Bei der Weltmeisterschaft 2009 in Seoul wurde das Herreneinzel mit fünf Teilnehmern als Jeder-gegen-jeden-Turnier durchgeführt. Saengarayakul gewann alle vier Spiele; gegen Rod Rantall aus Australien mit 21:9, 21:6, gegen Sangwan Sathendra Kumar aus Indien mit 21:9, 21:15, gegen Deepal Herath Lekam Ralage aus Sri Lanka mit 21:12, 21:8 und gegen Lalith Kumara Wathuhena mit 19:21, 21:11, 21:11. Saengarayakul erreichte somit erstmals eine Goldmedaille bei einer Weltmeisterschaft und siegte vor Wathuhena und Ralage. Im Herrendoppel startete Saengarayakul mit Raúl Anguiano Araujo aus Guatemala in Gruppe A. Das erste Spiel ging mit 16:21, 9:21 gegen Kwong Wah Yu und Siu Keung Chu aus Hongkong verloren, das zweite gewannen sie gegen Hsu Jen-ho und Chiang Chung-hou aus Chinesisch Taipeh mit 21:19, 15:21, 16:21. Im Viertelfinale siegten sie gegen Deepal Herath Lekam Ralage und Lalith Kumara Wathuhena aus Sri Lanka mit 16:21, 21:14, 21:19 und verloren das Halbfinale gegen Kim Jae-hoon Kim und Jun Dong-chun aus der Republik Korea. Da der dritte Platz nicht ausgespielt wurde, teilten sie sich die Bronzemedaille mit Toshiaki Suenaga und Taku Hiroi aus Japan.

### 2010er-Jahre

#### 2012
2012 spielte er bei der zweiten Ausgabe des French International Para Badminton Tournaments, das vom 7. bis 9. Aprin in Rodez ausgetragen wurde und startete dabei im Herreneinzel in Gruppe C. Er gewann alle drei Spiele: gegen den Inder Anand Kumar Boregowda mit 21:18, 21:13, gegen den Engländer Bobby Griffin mit 21:10, 21:8 und gegen den Franzosen Thiefaine Auvert mit 21:6, 21:5. Im Viertelfinale gewann er gegen den Guatemalteken Raúl Anguiano Araujo mit 21:9, 21:16 und im Halbfinale gegen den Deutschen Jan-Niklas Pott mit 21:15, 21:14. Im Finale traf er auf seinen Landsmann Chawarat Kitichokwattana, gab jedoch nach einer 12:21-Satzniederlage auf. Im Herrendoppel startete er mit Chawarat Kitichokwattana in Gruppe A, in der sie gegen beide Gegner gewannen: gegen die Inder Rakesh Kumar und Sanjeevaiah Talari mit 21:16, 18:21, 21:10 und gegen den Engländer Antony Forster mit dem Deutschen Jan-Niklas Pott mit 21:13, 19:21, 21:13. Im Halbfinale gewannen sie gegen Raúl Anguiano Araujo aus Guatemala und Anand Kumar Boregowda aus Indien mit 21:13, 21:15. Im Finale standen sie erneut Antony Forster und Jan-Niklas Pott gegenüber und gewannen das Turnier mit einem 21:15,-24:22-Finalsieg.
Im Mai spielte er beim Spanish Para-Badminton 2012 in Palma. Das Herreneinzel wurde mit fünf Teilnehmern als Jeder-gegen-jeden-Turnier durchgeführt. Saengarayakul gewann zwei Spiele: gegen Sedat Tuemkaya aus der Türkei mit 21:8, 21:4 und gegen Eli Karadi aus Israel mit 21:12, 21:9. Die beiden anderen Spiele gingen verloren: mit 18:21, 19:21 gegen seinen Landsmann Chawarat Kitichokwattana und mit 16:21, 19:21 gegen den Inder Anand Kumar Boregowda. Saengarayakul war damit auf Platz drei hinter Boregowda und Kitichokwattana. Im Herrendoppel startete er mit Chawarat Kitichokwattana in Gruppe C, wo sie beide Spiele gewannen: mit 21:11, 21:10 gegen den Deutschen Heiko Vuellers und Kim Chang-man aus der Republik Korea und mit 21:10, 21:9 gegen die Inder Venkat Appala Siva Raghur Degala und Sanjeevaiah Talari. Im Viertelfinale gewannen sie gegen die Inder Neeraj George Baby und Yernagula Himagiri mit 21:11, 21:13 und im Halbfinale gegen Kim Gi-yeon aus der Republik Korea mit Jonathan Levy aus Israel mit 21:12, 21:18. Im Finale standen sie den Türken İlker Tuzcu und Sedat Tuemkaya gegenüber und gewannen dieses Spiel mit 21:10, 21:10.
Bei der Asienmeisterschaft 2012 startete er im Herreneinzel in Gruppe C und verlor gegen Lin Cheng-che aus Chinesisch Taipeh mit 21:18, 8:21, 19:21, gewann gegen Kyu Baik-dong aus der Republik Korea mit 21:17, 21:17 und verlor das dritte Spiel gegen Kiyoshi Ujiie aus Japan durch ein Walkover. Er belegte damit den letzten Platz hinter Ujiie. Im Herrendoppel startete er mit seinem Landsmann Chawarat Kitichokwattana, sie starteten in Gruppe B. Das erste Spiel verloren sie gegen Zaidi Omar und Hairol Fozi Saaba aus Malaysia mit 20:22, 22:20, 20:22 und verloren die beiden weiteren Spiele, gegen Taku Hiroi und Kiyoshi Ujiie aus Japan sowie gegen Kyu Baik-dong und Byeon Jeong-bae aus der Republik Kore durch ein Walkover. Zum ersten Mal startete Saengarayakul bei einem Turnier im Mixed, er spielte mit seiner Landsfrau Saensupa Nipada. Das erste Spiel verloren sie gegen ihre Landsmänner Chawarat Kitichokwattana und Chanida Srinavakul mit 16:21, 18:21, im zweiten Spiel gegen Gen Shogaki und Kaede Kameyama aus Japan gaben sie Walkover.

#### 2013
Bei der Weltmeisterschaft 2013 in Dortmund trat er mit seinem Landsmann Chawarat Kitichokwattana an; sie starteten in Gruppe F, die fünf Spielpaare umfasste. Kitichokwattana und Saengarayakul galten als aus der Sicht Thailands als „hoffnungsvolle Athleten“, da Kitichokwattana die vierthöchste kumulative Punkteanzahl der Welt und Saengarayakul die zehnthöchste hatte. Saengarayakul und Kitichokwattana gewannen alle vier Spiele: gegen Daniel Bethell und Daniel Lee aus England mit 21:5, 21:11, gegen Kyu Baik-dong aus der Republik Korea und Luis Jose Farina aus Venezuela mit 21:11, 21:6 und gegen Muammer Cankaya aus der Türkei und Avraham Oren aus Israel mit 21:5, 21:6. In der ersten Runde des K.-o.-Systems gewannen sie gegen Ashutosh Dubey und Tarun Tarun aus Indien mit 21:17, 21:18, im Viertelfinale gewannen sie gegen Teak Han Liew und Hairol Fozi Saaba aus Malaysia mit 21:15, 21:11 und im Halbfinale gegen Antony Forster aus England und Jan-Niklas Pott aus Deutschland mit 21:18, 21:14. Dies war der erste Finaleinzug für Saengarayakul in einem Doppel bei einer Weltmeisterschaft sowie der erste Finaleinzug seit seinem Weltmeistertitel im Einzel vier Jahre zuvor. Das Finale gewannen sie mit 25:23, 19:21, 21:16 gegen Chee Wai Chong und Bakri Omar aus Malaysia und gewannen somit die Goldmedaille. Dies war neben der Goldmedaille von Jakarin Homhaul und Sujirat Pookkhum (Rollstuhl-Mixed) die zweite Goldmedaille Thailands bei dieser Weltmeisterschaft.
Erstmals spielte Saengarayakul bei einer Weltmeisterschaft im Mixed und trat – wie bei der Asienmeisterschaft im Jahr zuvor – mit seiner Landsfrau Saensupa Nipada an, sie waren auf der Setzliste auf dem fünften Platz und starteten in Gruppe C. Gegen die auf Platz drei gesetzten Deutschen Peter Schnitzler und Katrin Seibert verloren sie mit 19:21, 20:22 und gegen Daniel Bethell aus England und Julie Thrane aus Dänemark gewannen sie mit 21:15, 21:6, damit lagen sie in der Gruppe hinter den Deutschen auf Platz zwei. Im Viertelfinale besiegten sie die Japaner Toshiaki Suenaga und Akiko Sugino mit 18:21, 21:18, 22:20 und im Halbfinale gewannen sie gegen ihre Landsmänner Chawarat Kitichokwattana und Chanida Srinavakul mit 21:14, 21:11. Im Finale standen sie erneut Schnitzler und Seibert gegenüber und verloren die erneute Begegnung mit 15:21, 16:21; Saengarayakul und Nipada erreichten somit die Silbermedaille.
Nach der Weltmeisterschaft erhielt die thailändische Mannschaft auf Betreiben von Khunying Patama Leeswadtrakul, der Präsidentin der Badminton Association of Thailand, aufgrund ihrer guten Erfolge 150.000 Baht (damals 3.501,4 Euro) ausbezahlt.

#### 2014
Bei den Para-Asienspielen 2014 in Incheon trat er im Badminton an. Im Herrendoppel spielte er mit seinem Landsmann Singha Sangnil in Gruppe B. Beide Spiele gingen verloren, gegen Dwiyoko und Fredy Setiawan aus Indonesien mit 21:12, 15:21 und gegen Manoj Sarkar und Tarun Tarun aus Indien mit 10:21, 10:21. Im Mixed spielte er mit seiner Landsfrau Chanida Srinavakul in Gruppe B. Das erste Spiel gewannen sie gegen Tak Kwan Lam und Ng Lai Ling aus Hongkong mit 21:14, 21:15 und das zweite gegen Dwiyoko und Larti aus Indonesien mit 21:14, 21:14. Das dritte Spiel verloren Saengarayakul und Srinavakul mit 17:21, 21:12, 21:23 gegen die Japaner Gen Shogaki und Noriko Ito, damit belegten die Thailänder den zweiten Platz hinter den Japanern. Im Halbfinale verloren die beiden gegen Fredy Setiawan und Leani Ratri Oktila aus Indonesien mit 13:21, 4:21. Da der dritte Platz nicht ausgetragen wurde, teilten sie sich die Bronzemedaille mit Gen Shogaki und Noriko Ito, gegen die sie in der Gruppenphase verloren hatten.

#### 2015
2015 nahm Saengarayakul an der achten Ausgabe der ASEAN Para Games in Singapur im Badminton teil. Im Herrendoppel startete er mit seinem Landsmann Somsak Kleedyeeson, mit dem er bei der Weltmeisterschaft 2007 die Bronzemedaille errungen hatte. Sie verloren alle drei Gruppenspiele: gegen Hoàng Phạm Thắng und Lê Quốc Mạnh aus Vietnam mit 13:21, 13:21, gegen Nguyễn Văn Thương und Phạm Đức Trung aus Vietnam mit 13:21, 17:21 und gegen Ukun Rukaendi und Hary Susanto aus Indonesien mit 14:21, 9:21. Im Mixed spielte er mit seiner Landsfrau Saensupa Nipada, bei der er bereits bei der Asienmeisterschaft 2012 und der Weltmeisterschaft 2013 gespielt hatte. Das erste Spiel gegen die Indonesier Fredy Setiawan und Leani Ratri Oktila ging mit 13:21, 16:21 verloren, das zweite Spiel gewannen sie gegen die Vietnamesen Lê Quốc Mạnh und Đoàn Thị Ngãi mit 21:11, 21:5. Im Halbfinale besiegten sie ihre Landsmänner Chawarat Kitichokwattana und Chanida Srinavakul mit 15:21, 25:23, 21:18 und verloren dann das Finale gegen Fredy Setiawan und Leani Ratri Oktila mit 11:21, 11:21.
Saengarayakul nahm an der zweiten Austragung der Indonesia Para-Badminton International in Surakarta teil und startete im Herrendoppel mit seinem Landsmann Chawarat Kitichokwattana in Gruppe B. Gegen die Malaysier Cheah Liek Hou und Hairol Fozi Saaba verloren sie mit 19:21, 19:21 und gegen die Indonesier Imam Kunantoro und Suryo Nugroho mit 11:21, 11:21. Gegen Batri Narayanan Ramasamy aus Indien und Tetsuo Ura aus Japan gewannen sie mit 21:13, 21:10 und belegten damit den dritten Platz vor Ramasamy/Ura. Im Mied trat er wie bei den ASEAN Para Games mit Saensupa Nipada an. Das erste Spiel gegen die Japaner Daisuke Fujihara und Mamiko Toyoda ging mit 11:21, 14:21 verloren und das zweite gewannen sie mit 21:16, 15:21, 21:17 gegen die Indonesier Arya Sadewa und Sriyanti Sriyanti. Saengarayakul und Nipada belegten damit den dritten und letzten Platz der Gruppe B. Im Jahr darauf spielte Saengarayakul an der dritten Ausgabe des Turniers. Zusammen mit seinem Landsmann Somsak Kleedyeesun verloren sie zwei Spiele des Herrendoppels: gegen die Indonesier Ukun Rukaendi und Hary Susanto mit 5:21, 6:21, gegen die Inder Pramod Bhagat und Indrajit Pal mit 19:21, 13:21; gegen den Japaner Kaito Nakamura und den Inder Kumar Nitesh gewannen sie mit 21:16, 21:9. In der Gruppe lagen die Thailänder auf Rang drei vor dem japanisch-indischen Duo. Im Mixed spielte er wie im Jahr zuvor mit Saensupa Nipada, sie verloren alle drei Gruppenspiele: gegen Singha Sangnil aus Thailand und Akiko Sugino aus Japan mit 11:21, 17:21, mit Arya Sadewa und Sriyanti Sriyanti aus Indonesien mit 11:21, 9:21 und gegen Hary Susanto	und Khalimatus Sadiyah Sukohandoko aus Indonesien mit 21:16, 12:21, 10:21.